# 台北文華東方酒店

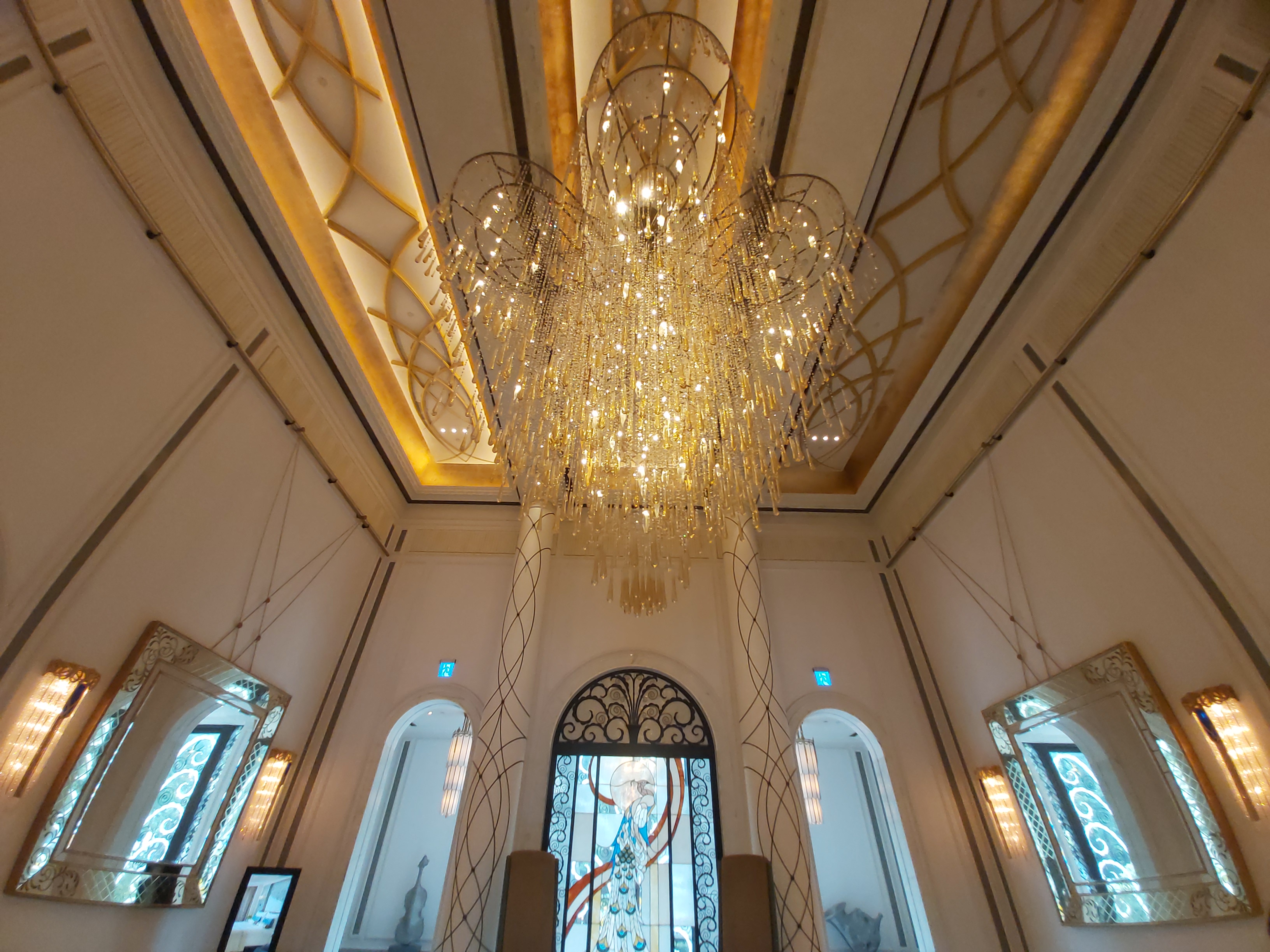
大廳水晶吊燈

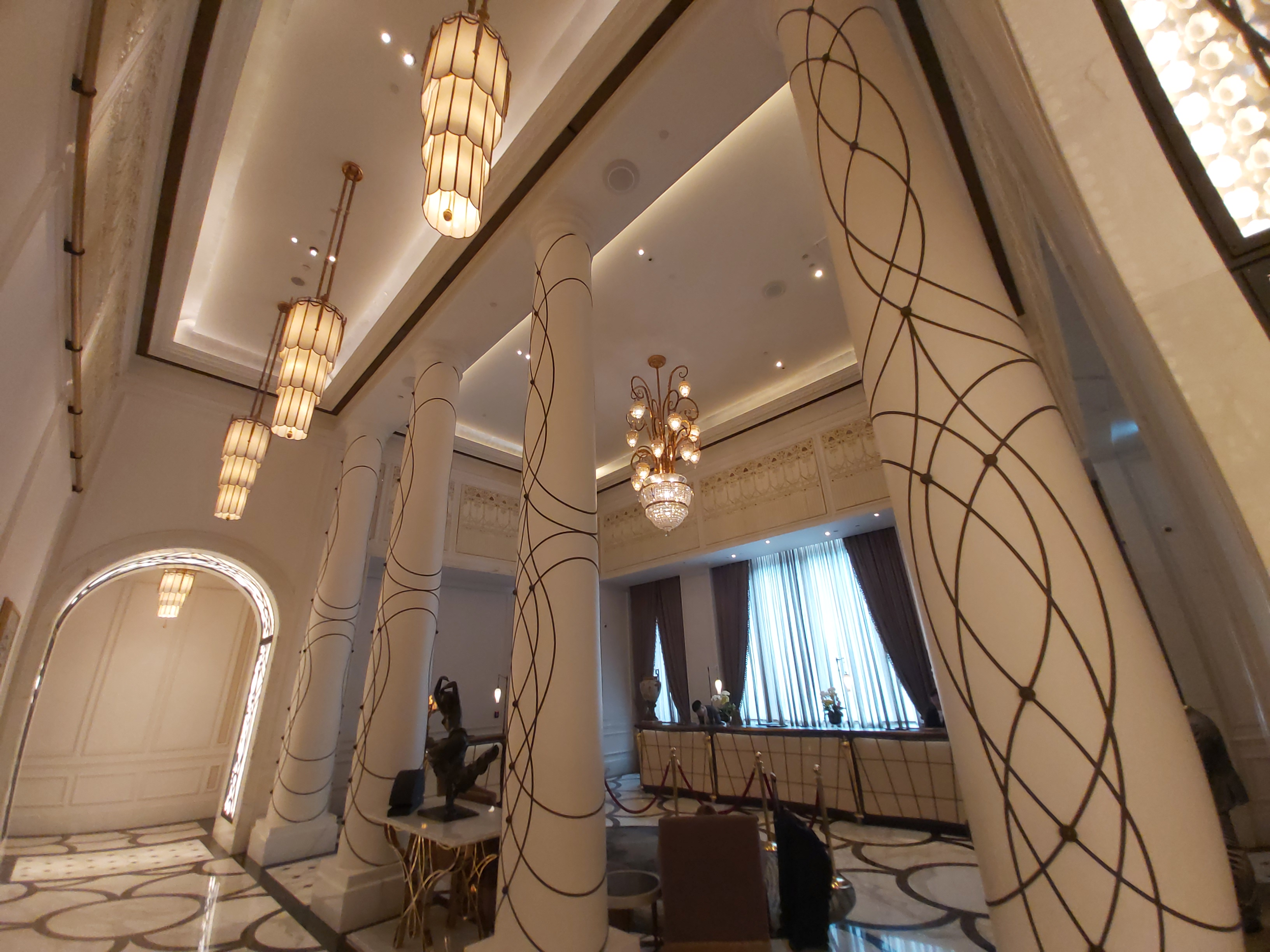
大廳服務臺

台北文華東方酒店（Mandarin Oriental, Taipei）是位於台北市松山區的酒店，前身為中泰賓館，公司登記名稱為「開泰豐國際股份有限公司」，與香港文華東方酒店集團合作而成為該集團成員，董事長為中泰賓館第三代林命群。2008年，於中泰賓館原址重建為地上14層的歐式建築，總共有303間房間，店內擺設1700多件原創藝術品，大廳的水晶吊燈由5萬個水晶組成，於2014年5月18日開幕。。是台灣奢華旅宿指標。
台北文華東方酒店壯麗的歐式外觀建築，是台北著名地標之一，也是全台奢華旅宿指標。2017年起連續五年獲得擁有「酒店界奧斯卡」之稱的《富比士旅遊指南》(Forbes Travel Guide) 五星最高殊榮，為全台唯一酒店榮獲此至高國際榮耀；2018年起連續三年拿下《台北米其林指南》酒店評鑑最高等級「5棟紅房」(5 Red Pavilions) ，也是台北唯一酒店獲得最高殊榮，館內的雅閣中餐廳連續三年被評為米其林一星。

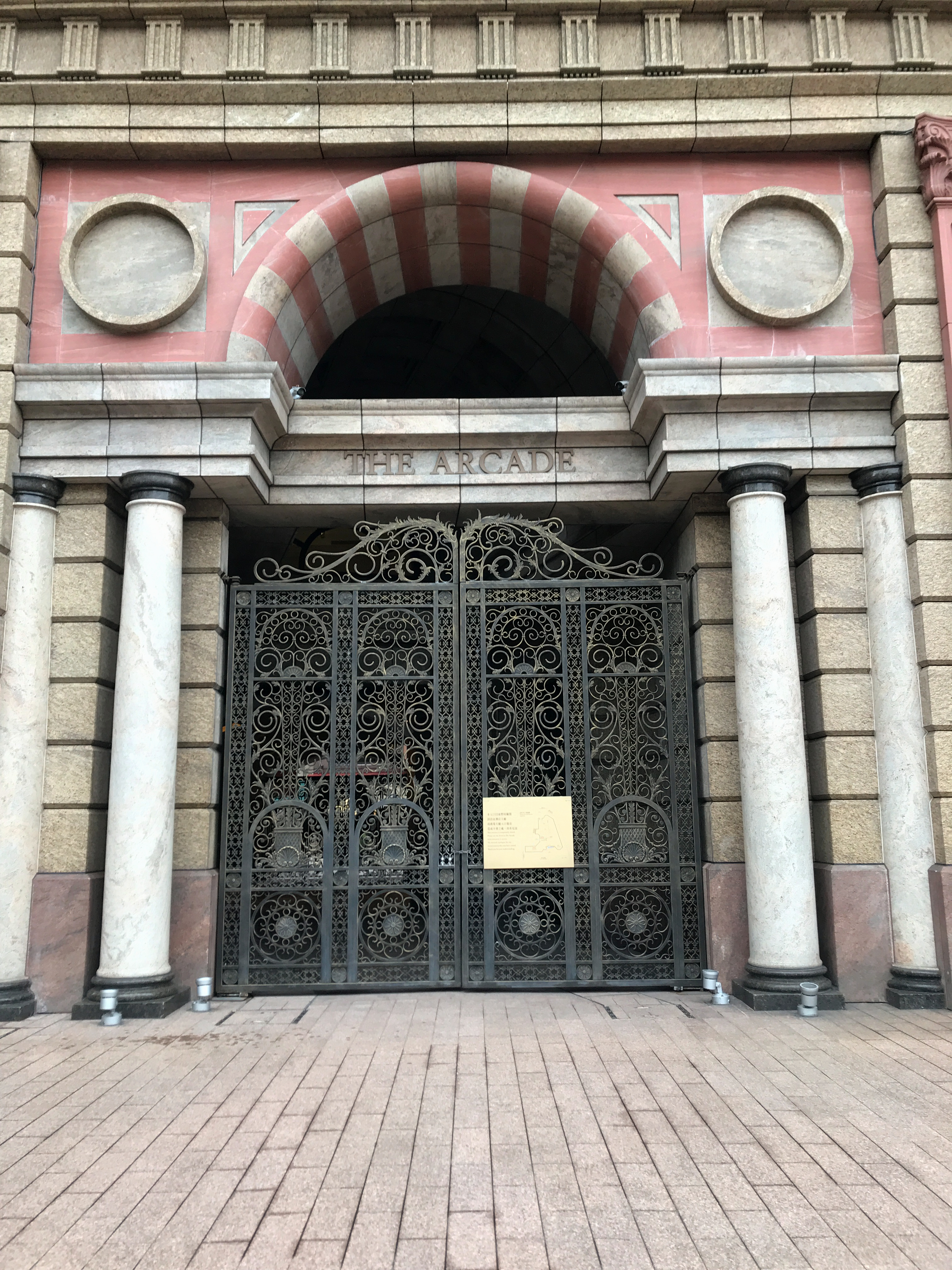
台北文華東方酒店關閉客房部門期間，正門深鎖

2016年館內餐廳獲頒亞太A.A.美食獎評審特別獎。2020年5月底，因2019冠狀病毒病疫情重創全球經濟，連帶影響飯店旅遊業，
台北文華東方酒店暫停客房服務並裁員四成員工；隨著2019冠狀病毒病臺灣疫情穩定，2020年11月宣布12月重啟客房業務。

## 住宅物業
- 文華苑：與酒店同時規劃興建，2012年竣工；由酒店參與物業管理。

## 週邊景點

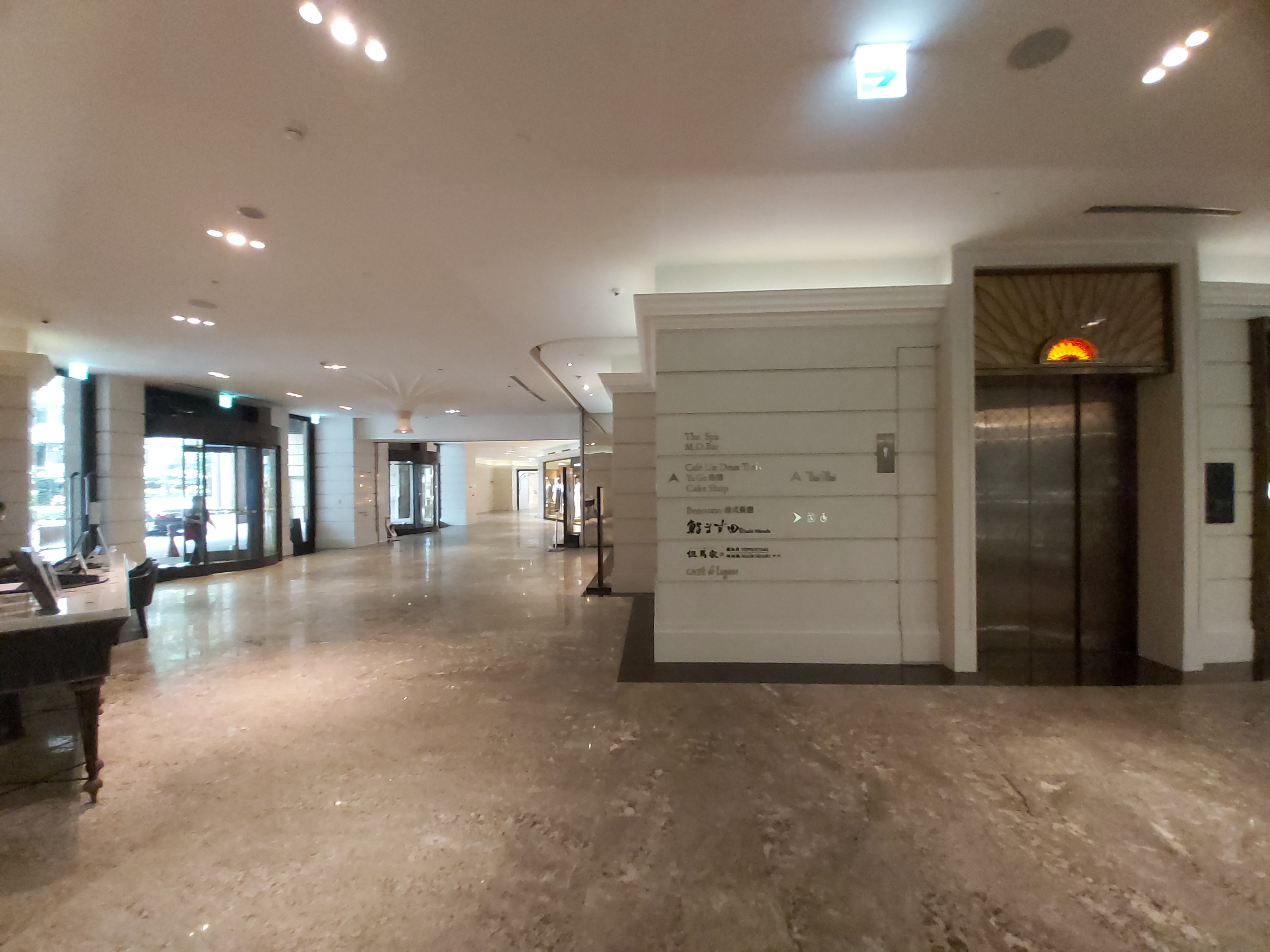
THE ARCADE 文華精品 商店街

- 松山機場站
- 台北松山機場
- 台北小巨蛋

## 知名客人

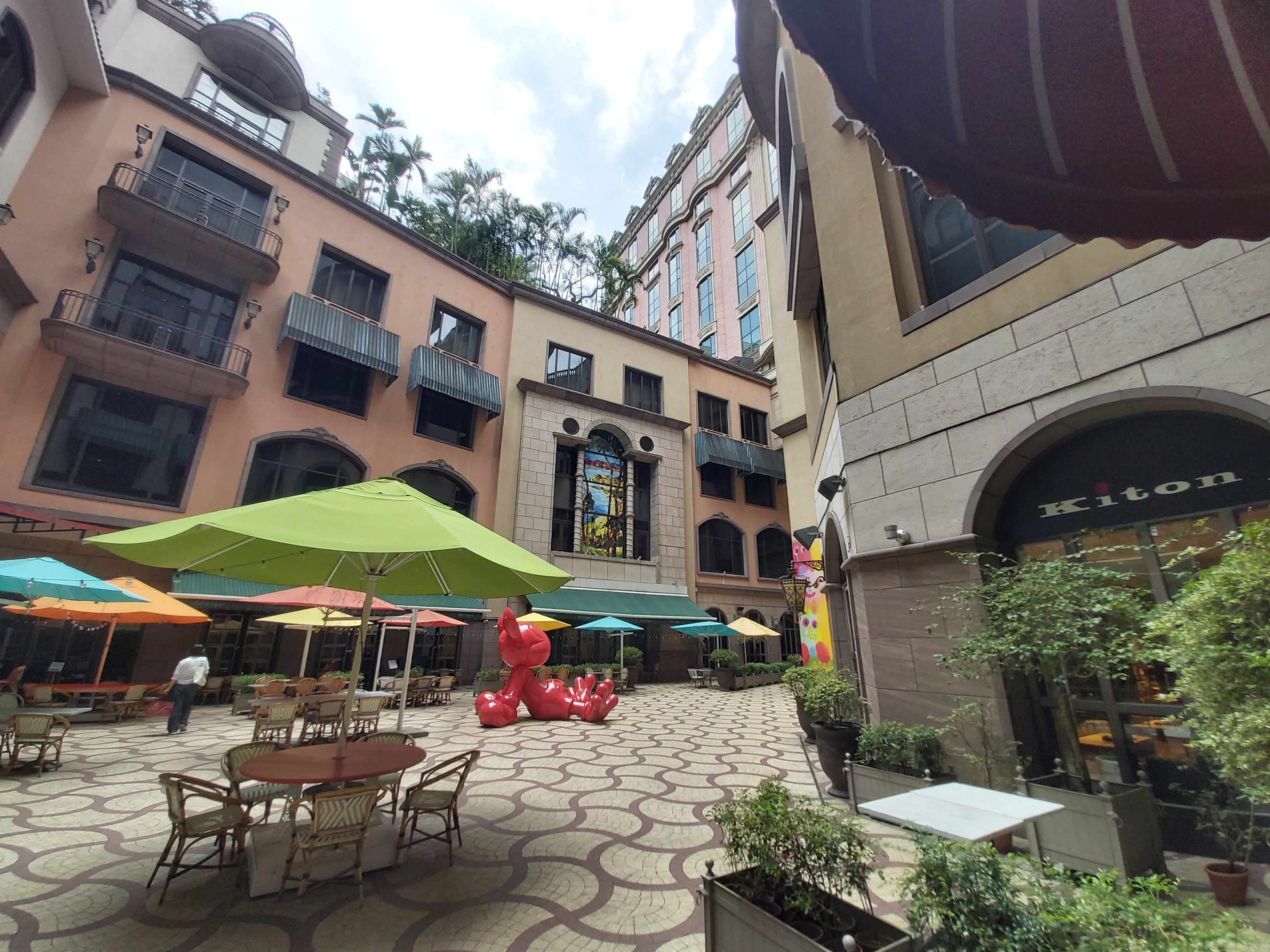
酒店中庭

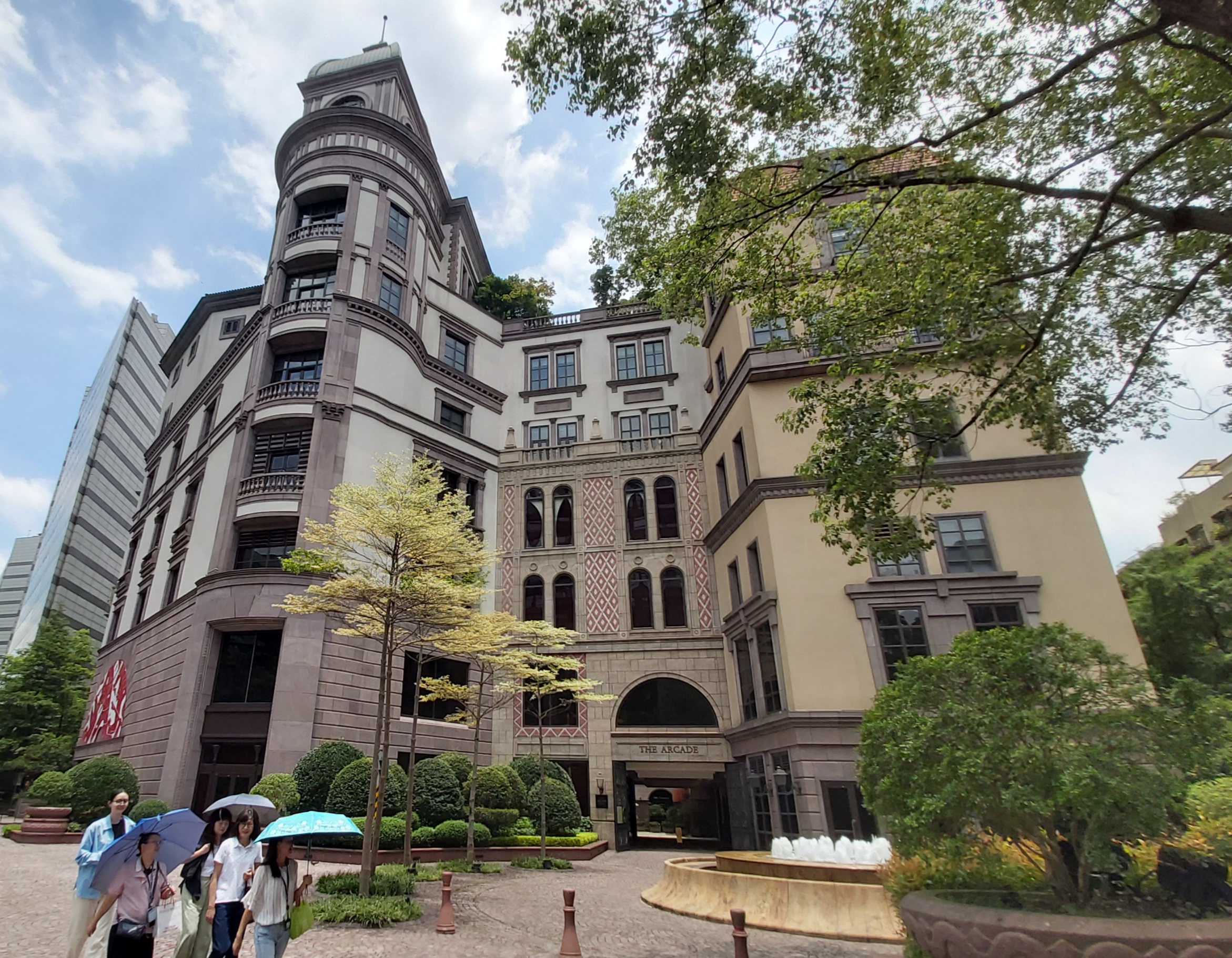
酒店背面

- 國際好萊塢明星威爾·史密斯(Will Smith)
- 國際好萊塢明星休·傑克曼 (Hugh Jackman)
- 國際好萊塢英國知名演員派崔克·史都華 (Patrick Stewart)
- 國際好萊塢明星湯姆·克魯斯 (Tom Cruise)
- 國際好萊塢明星萊恩·雷諾斯 (Ryan Reynolds)
- 國際好萊塢明星和電影導演克里斯·伊凡 (Chris Evans)
- 國際好萊塢明星保羅·路德 (Paul Rudd)
- 國際好萊塢明星成龍 (Jackie Chan)
- 國際好萊塢明星伊凡潔琳·莉莉 (Evangeline Lilly)
- 國際好萊塢明星蜜拉·喬娃薇琪 (Milla Jovovich)
- 國際好萊塢明星潔西卡·雀絲坦 (Jessica Chastain)
- 國際好萊塢明星茱麗葉·畢諾許 (Juliette Binoche)
- 國際好萊塢明星蘇菲亞·波提拉 (Sofia Boutella)
- 國際好萊塢明星安娜貝爾·瓦莉絲 (Annabelle Wallis)
- 國際知名導演李安 (Ang Lee)
- 美國著名歌手瑪丹娜 (Madonna)
- 美國著名歌手凱蒂·佩芮 (Katy Perry)
- 美國著名搖滾樂團邦喬飛 (Bon Jovi)
- 美國著名搖滾樂團槍與玫瑰 (Guns & Roses)
- 美國DJ老菸槍雙人組 (The Chainsmokers)
- 英國搖滾樂團 酷玩樂團 (Coldplay)
- 德國搖滾樂團天蠍樂團 (Scorpions)
- 台灣影壇巨星林青霞 (Brigitte Lin)
- 台灣知名藝人彭于晏 (Eddie Peng)
- 台灣知名藝人林志玲 (Chiling Lin)
- 台灣知名藝人舒淇 (Shu Qi)
- 香港知名藝人馮德倫 (Stephen Fung)
- 香港知名藝人甄子丹 (Donnie Yen)
- 香港知名藝人張學友 (Jacky Cheung)
- 香港知名藝人劉德華 (Andy Lau)
- 香港知名藝人梁朝偉 (Tony Leung)
- 香港知名藝人郭富城 (Aaron Kwok)
- 香港知名藝人莫文蔚 (Karen Mok)
- 香港知名藝人楊千嬅 (Miriam Yeung)
- 韓國著名樂團 BIGBANG
- 韓國著名樂團 BTS
- 韓國知名藝人孔劉 (Gong Yoo)
- 韓國知名藝人宋仲基 (Song Joong-ki)
- 韓國知名藝人朴寶劍 (Park Bo-Gum)
- 韓國知名藝人全智賢 (Jeon Ji-hyeon)
- 中國大陸知名藝人范冰冰 (Bing-Bing Fan)
- 中國大陸藝人陳曉和台灣藝人陳妍希結婚典禮
- 日本知名藝人濱崎步 (Hamasaki Ayumi)
- 日本知名藝人渡邊直美 (Watanabe Naomi)
- 日本知名足球員中田英壽 (Hidetoshi Nakata)

## 外部連結
- 台北文華東方酒店官方網站 （页面存档备份，存于）
- 台北文華東方酒店  臺灣旅宿網 （页面存档备份，存于）
- 台北文華東方酒店的Facebook專頁
- 台北文華東方酒店的X（前Twitter）
- 台北文華東方酒店的Instagram帳戶
- YouTube上的台北文華東方酒店頻道